# Trygve Nagell
Trygve Nagell (1895-1988) est un mathématicien norvégien, spécialiste de théorie des nombres. 

## Carrière
Nagell étudie à l'université d'Oslo auprès d'Axel Thue. Ensuite, il visite de nombreuses universités européennes, dont celles de Hambourg, Göttingen, Berlin, Strasbourg, Paris, Bologne et Saint-Pétersbourg. En 1931, il devient professeur à l'université d'Uppsala, poste qu'il occupe jusqu'à son éméritat en 1962. Il continue à résider ensuite à Uppsala. Durant la Seconde Guerre mondiale, il dirige le lycée norvégien d'Uppsala.

## Prix et distinctions
En 1951, Nagell est nommé commandeur de l'ordre de Saint-Olaf norvégien et, en 1939, il devient chevalier de l'ordre royal de l'Étoile polaire suédois. Il obtient en 1947 la Croix de liberté Haakon VII. Depuis 1925, Nagell est membre de l'Académie norvégienne des sciences et des lettres, depuis 1952 de la Société royale des lettres et des sciences de Norvège et depuis 1943 de l'Académie royale des sciences de Suède. L'université d'Uppsala lui décerne en 1956 un doctorat honoris causa.
Nagell est à trois reprises conférencier invité au congrès international des mathématiciens : en 1928 à Bologne, en 1932 à Zurich et en 1936 à Oslo, la première fois dans la section « Analyse », les deux autres fois en section « Algèbre et théorie des nombres ».

## Travaux de recherche
Nagell travaille en théorie des nombres, et particulièrement sur les équations diophantiennes (solutions de polynômes en nombres entiers). Il a notamment démontré la conjecture de Srinivasa Ramanujan selon laquelle l'équation {\displaystyle 2^{n}-7=x^{2}} (dite équation de Ramanujan-Nagell) n'a que cinq solutions entières. Il contribue notamment à l'étude des courbes elliptiques à coefficients rationnels (courbes de genre 1). Il est connu pour le théorème de Nagell-Lutz, qui permet le calcul effectif de la torsion du groupe des points rationnels de courbes elliptiques sur les nombres rationnels,. Il étudie aussi les groupes de torsion possibles ; ses travaux ont été dépassés par les résultats de Barry Mazur en 1977. 

## Distinctions
- Commandeur de l'ordre de Saint-Olaf.
- Chevalier de l'ordre royal de l'Étoile polaire.

## Écrits
- Introduction to Number Theory, Wiley, 1951 — 2e édition Chelsea 1981
- L'analyse indéterminée de degré supérieur, Paris, Gauthier-Villars, 1929
- Paulo Ribenboim (éditeur), Collected Papers (4 volumes), Queen´s University, coll. « Queen's papers in pure and applied mathematics », 2002